# Che aria tira lassù?
Che aria tira lassù? (The Air Up There) è un film del 1993 diretto da Paul Michael Glaser e girato a Hoedspruitt in Kenya ed in Canada a Toronto.